# Tiểu hồi hương
Tiểu hồi hương còn gọi là tiểu hồi, hồi hương , (Hay hạt Thì là/Thìa là) (tên khoa học: Foeniculum vulgare) là một loài thực vật có hoa trong họ Hoa tán. Loài này được Mill. mô tả khoa học đầu tiên năm 1768.
Đây là loài bản địa ở bờ biển Địa Trung Hải nhưng đã được du nhập rộng rãi ở nhiều nơi trên thế giới, đặc biệt là trên các vùng đất khô gần bờ biển và trên các bờ sông.
Nó là một loại thảo mộc có hương vị cao được sử dụng trong nấu ăn và cùng với cây tiểu hồi hưong có vị tương tự, là một trong những thành phần chính của rượu absinthe. Thì là Florence hoặc finocchio là một loại thực vật có phần gốc phồng lên giống như củ được dùng làm rau.

## Hình ảnh

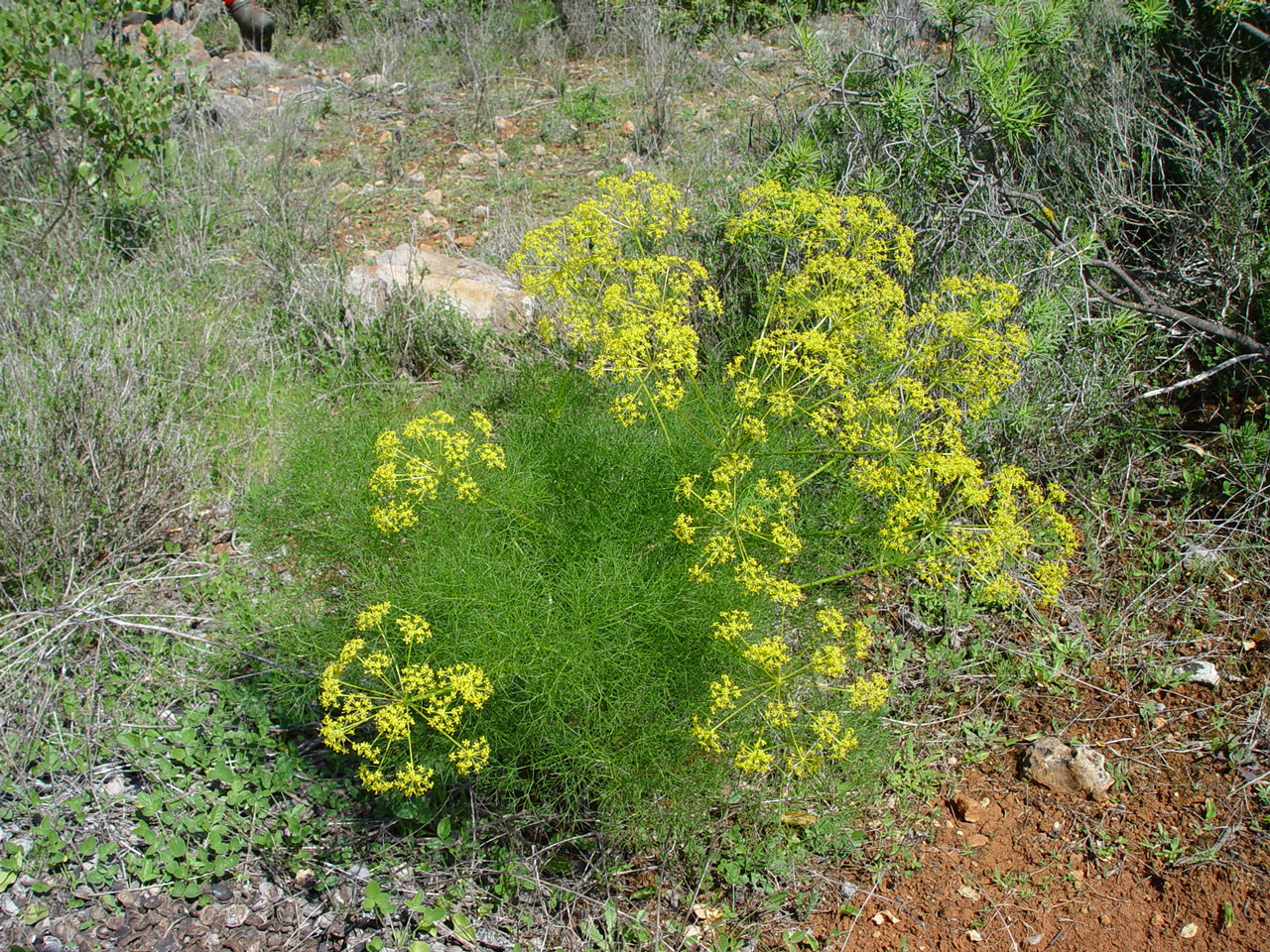
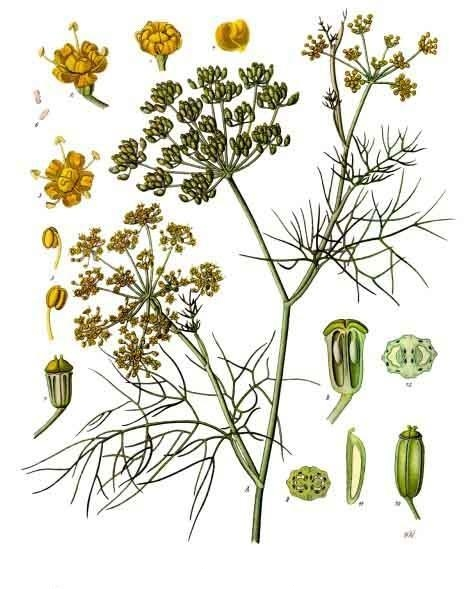
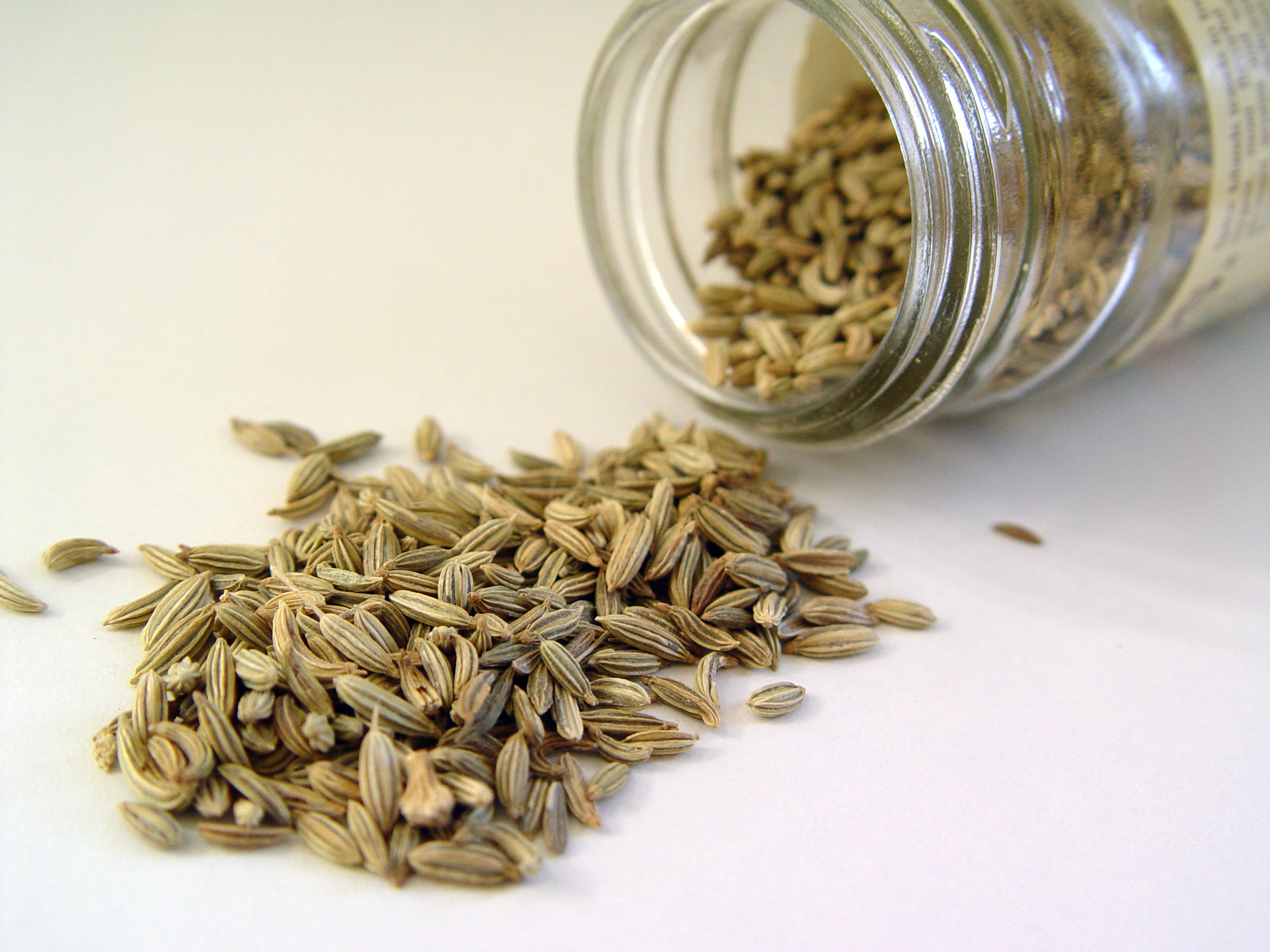
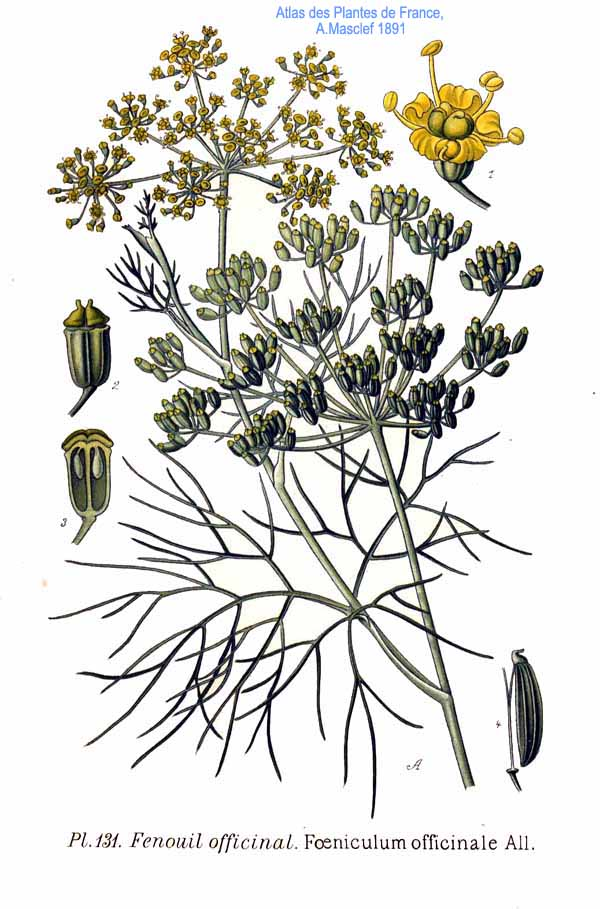
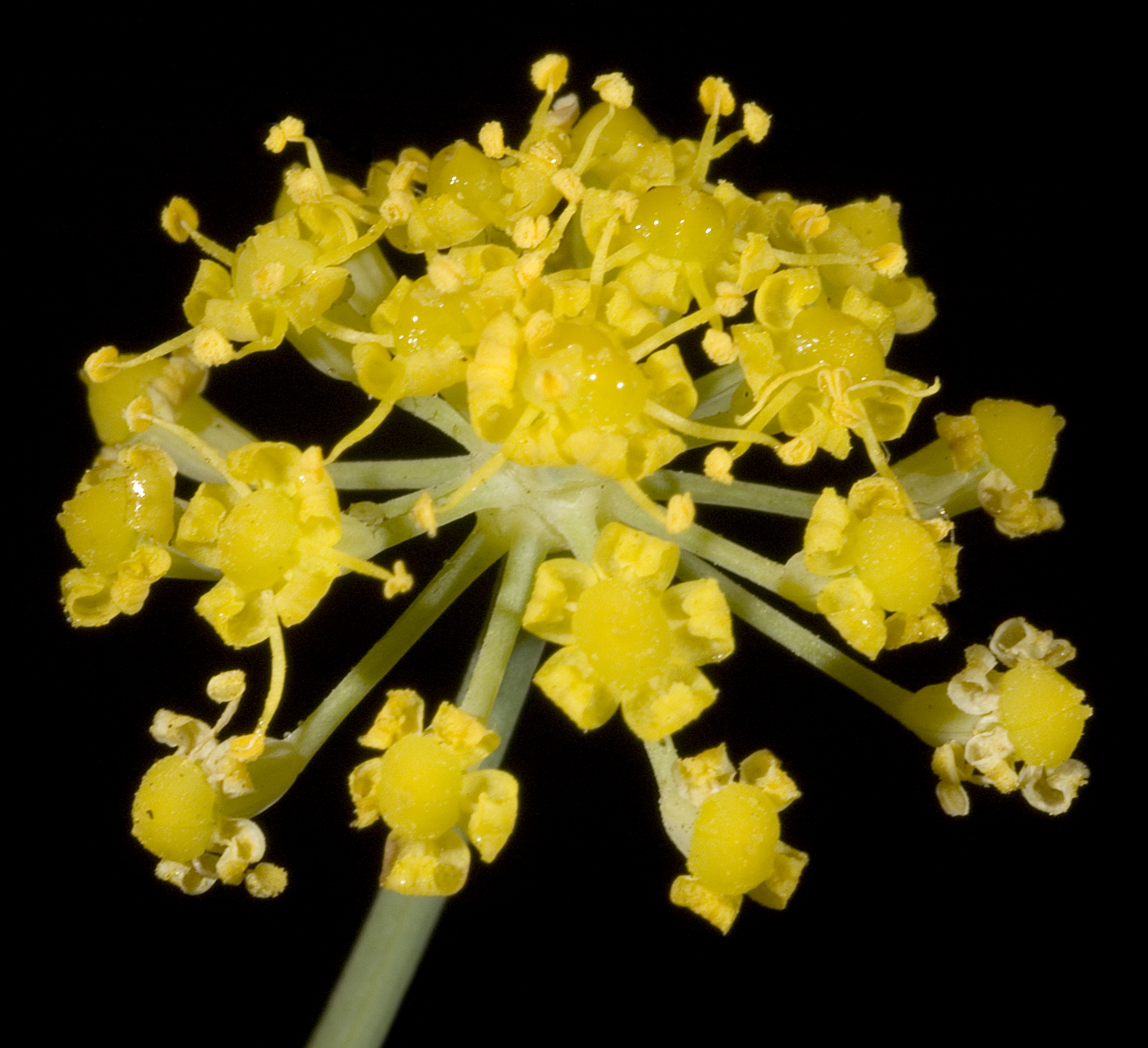